# 陳德榮 (康熙進士)
陳德榮（1688年—1747年），字廷彥，直隸安州（今河北安新縣）人。清朝政治人物。

## 生平
康熙五十一年（1712年）壬辰科進士，官湖北枝江縣知縣。雍正四年（1726年），署貴州布政使，任內率百姓種桑養蠶，到雍正七年，織機戶戶相聞。遵義的“遵綢”至今聞名。

## 家族
弟陳德華、陳德正，皆進士。